# Thymoites oleatus
Thymoites oleatus är en spindelart som först beskrevs av Ludwig Carl Christian Koch 1879.  Thymoites oleatus ingår i släktet Thymoites och familjen klotspindlar. Inga underarter finns listade i Catalogue of Life.